# Kisvaszar
Kisvaszar est un village et une commune du comitat de Baranya en Hongrie.

## Géographie
En 2021, on comptait seulement 293 habitants.